# 桂丸福
桂 丸福（かつら まるふく、1959年6月29日 - ）は落語家。本名∶田村 彰。
1982年4月に4代目桂福團治に入門。教師をしながら師匠宅へ3年間通い、弟子修業をした。
古典落語の他、余芸に南京玉すだれ。上方落語協会会員。